# Condado de Taliaferro
O Condado de Taliaferro é um dos 159 condados do Estado americano de Geórgia. A sede do condado é Crawfordville, e sua maior cidade é Crawfordville. O condado possui uma área de 506 km², uma população de 2 077 habitantes, e uma densidade populacional de 4 hab/km² (segundo o censo nacional de 2000). O condado foi fundado em 24 de novembro de 1825.